# Afghanistan op de Paralympische Zomerspelen 2008
Afghanistan heeft één deelnemer naar de Paralympische Zomerspelen 2008 gestuurd. Dit is Mohammad Fahim Rahimi, uitkomend in het bankdrukken.

## Uitslagen
| Naam                  | Sport       | Onderdeel    | Resultaat | Prestatie |
| --------------------- | ----------- | ------------ | --------- | --------- |
| Mohammad Fahim Rahimi | Bankdrukken | -67,5 kg (m) | -         | NM        |

Afghanistan · 
Algerije · 
Angola · 
Argentinië · 
Armenië · 
Australië · 
Azerbeidzjan · 
Bahrein · 
Bangladesh · 
Barbados · 
België · 
Benin · 
Bermuda · 
Bosnië en Herzegovina · 
Brazilië · 
Bulgarije · 
Burkina Faso · 
Burma · 
Burundi · 
Cambodja · 
Canada · 
Centraal-Afrikaanse Republiek · 
Chili · 
China · 
Chinees Taipei · 
Colombia · 
Costa Rica · 
Cuba · 
Cyprus · 
Denemarken · 
Dominicaanse Republiek · 
Duitsland · 
Ecuador · 
Egypte · 
El Salvador · 
Estland · 
Ethiopië · 
Faeröer · 
Fiji · 
Filipijnen · 
Finland · 
Frankrijk · 
Gabon · 
Georgië · 
Ghana · 
Griekenland · 
Groot-Brittannië · 
Guatemala · 
Guinea · 
Haiti · 
Honduras · 
Hong Kong · 
Hongarije · 
IJsland · 
Ierland · 
India · 
Indonesië · 
Irak · 
Iran · 
Israël · 
Italië · 
Ivoorkust · 
Jamaica · 
Japan · 
Jordanië · 
Kaapverdië · 
Kazachstan · 
Kenia · 
Kirgizië · 
Koeweit · 
Korea · 
Kroatië · 
Laos · 
Lesotho · 
Letland · 
Libanon · 
Libië · 
Litouwen · 
Luxemburg · 
Macau · 
Macedonië · 
Madagaskar · 
Maleisië · 
Malta · 
Marokko · 
Mauritius · 
Mexico · 
Moldavië · 
Mongolië · 
Montenegro · 
Namibië · 
Nederland · 
Nepal · 
Nieuw-Zeeland · 
Niger · 
Nigeria · 
Noorwegen · 
Oeganda · 
Oekraïne · 
Oezbekistan · 
Oman · 
Oost-Timor · 
Oostenrijk · 
Pakistan · 
Palestina · 
Panama · 
Papoea-Nieuw-Guinea · 
Peru · 
Polen · 
Portugal · 
Puerto Rico · 
Qatar · 
Roemenië · 
Rusland · 
Rwanda · 
Samoa · 
Saoedi-Arabië · 
Senegal · 
Servië · 
Singapore · 
Slovenië · 
Slowakije · 
Spanje · 
Sri Lanka · 
Suriname · 
Syrië · 
Tadzjikistan · 
Tanzania · 
Thailand · 
Tonga · 
Tsjechië · 
Tunesië · 
Turkije · 
Turkmenistan · 
Uruguay · 
Vanuatu · 
Venezuela · 
Verenigde Arabische Emiraten · 
Verenigde Staten · 
Vietnam · 
Wit-Rusland · 
Zambia · 
Zimbabwe · 
Zuid-Afrika · 
Zweden · 
Zwitserland